# Kína az 1988. évi téli olimpiai játékokon
Kína a kanadai Calgaryban megrendezett 1988. évi téli olimpiai játékok egyik részt vevő nemzete volt. Az országot az olimpián 3 sportágban 13 sportoló képviselte, akik érmet nem szereztek.

## Gyorskorcsolya
Férfi
| Versenyző  | Versenyszám | Eredmény | Helyezés |
| ---------- | ----------- | -------- | -------- |
| Liu Yanfei | 1500 m      | 1:57,38  | 31.      |
| Lu Shuhai  | 10 000 m    | 14:49,52 | 29.      |

Női
| Versenyző    | Versenyszám | Eredmény | Helyezés |
| ------------ | ----------- | -------- | -------- |
| Zhang Qing   | 3000 m      | 4:30,19  | 21.      |
| Wang Xiaoyan | 5000 m      | 7:46,30  | 16.      |

## Műkorcsolya
| Versenyző         | Versenyszám  | Kötelező elemek   | Kötelező elemek | Kötelező elemek | Rövid program     | Rövid program | Rövid program | Kűr               | Kűr     | Kűr         | Összesítés         | Összesítés |
| Versenyző         | Versenyszám  | Több. hely. száma | Hely.           | Hely. pont.     | Több. hely. száma | Hely.         | Hely. pont.   | Több. hely. száma | Hely.   | Hely. pont. | Helyezési pontszám | Helyezés   |
| ----------------- | ------------ | ----------------- | --------------- | --------------- | ----------------- | ------------- | ------------- | ----------------- | ------- | ----------- | ------------------ | ---------- |
| Zhang Zhubin      | Férfi egyéni | 6×22+             | 22.             | 13,2            | 6×18+             | 18.           | 7,2           | 7×19+             | 19.     | 19,0        | 39,4               | 20.        |
| Jiang Yibing      | Női egyéni   | 5×21+             | 23.             | 13,8            | 6×28+             | 28.           | 11,2          | kiesett           | kiesett | kiesett     | kiesett            | kiesett    |
| Mei Zhibin Li Wei | Páros        |                   |                 |                 | 9×15+             | 15.           | 6,0           | 9×14+             | 14.     | 14,0        | 20,0               | 14.        |

| Versenyző               | Versenyszám | Kötelező elemek   | Kötelező elemek | Kötelező elemek | Rövid program     | Rövid program | Rövid program | Kűr               | Kűr   | Kűr         | Összesítés         | Összesítés |
| Versenyző               | Versenyszám | Több. hely. száma | Hely.           | Hely. pont.     | Több. hely. száma | Hely.         | Hely. pont.   | Több. hely. száma | Hely. | Hely. pont. | Helyezési pontszám | Helyezés   |
| ----------------------- | ----------- | ----------------- | --------------- | --------------- | ----------------- | ------------- | ------------- | ----------------- | ----- | ----------- | ------------------ | ---------- |
| Liu Luyang Zhao Xiaolei | Jégtánc     | 5×18+             | 19.             | 7,6             | 8×19+             | 19.           | 11,4          | 9×19+             | 19.   | 19,0        | 38,0               | 19.        |

## Sífutás
Férfi
| Versenyző | Versenyszám | Eredmény  | Helyezés |
| --------- | ----------- | --------- | -------- |
| Zhao Jun  | 15 km       | 50:55,2   | 74.      |
| Zhao Jun  | 30 km       | 1:39:13,9 | 64.      |

Női
| Versenyző   | Versenyszám | Eredmény      | Helyezés      |
| ----------- | ----------- | ------------- | ------------- |
| Wang Jinfen | 5 km        | nem ért célba | nem ért célba |
| Wang Jinfen | 10 km       | 38:47,7       | 51.           |
| Tang Yuqin  | 20 km       | 1:06:50,1     | 47.           |